# Marayke Frantzen
Marayke Frantzen (geb. 14. Dezember 1983 in Hagen) ist eine deutsche Juristin und Richterin. Seit April 2024 ist sie stellvertretendes Mitglied des Hamburgischen Verfassungsgerichts. 

## Ausbildung und Beruflicher Werdegang
Im Jahr 2003 begann Frantzen das Studium der Rechtswissenschaft an der Westfälischen Wilhelms-Universität Münster, die sie 2008 mit der Ersten Juristischen Staatsprüfung verließ. Bis 2011 war Frantzen als wissenschaftliche Mitarbeiterin am Lehrstuhl für Römisches Recht von Martin Schermaier  an der Rheinischen Friedrich-Wilhelms-Universität Bonn tätig. In dieser Zeit promovierte sie zum Thema  mors voluntaria in reatu – Die Selbsttötung im Anklagestand. Sie erhielt  ein Anschubstipendium zur Förderung von Promotionen der Absolventinnen des rechtswissenschaftlichen Bereichs, ein Promotionsstipendium der Deutschen Graduiertenförderung und ein Stipendium für einen DAAD-Forschungsaufenthalt an der Kyūshū-Universität in Fukuoka (Japan).
Nach dem Rechtsreferendariat im Bezirk des Oberlandesgerichts Köln schloss Frantzen ihr Studium 2013 mit dem Zweiten Juristischen Staatsexamen ab.
Im Oktober 2013 trat Frantzen als Proberichterin in den Hamburger Justizdienst ein. Zwei Jahre später wurde sie am Landgericht Hamburg zur Richterin auf Lebenszeit ernannt. Ab Januar 2017 bis Oktober 2019 war sie als wissenschaftliche Mitarbeiterin an das Bundesverfassungsgericht abgeordnet, nach ihrer Rückkehr erfolgte eine weitere Abordnung für ein Jahr als Pressesprecherin an die Behörde für Justiz und Verbraucherschutz Hamburg. In der Folgezeit war Frantzen in Zivil- und Strafkammern des Landgerichts Hamburg tätig. Im Dezember 2022 wurde sie zur Vorsitzenden Richterin befördert. Zuletzt saß sie einer großen Strafkammer vor.
Im Juli 2024 wurde Frantzen an das Hanseatische Oberlandesgericht versetzt, wo sie seitdem als Pressesprecherin tätig ist.
Am 24. April 2024 wurde Marayke Frantzen von der Hamburger Bürgerschaft für eine Amtszeit von sechs Jahren zum stellvertretenden Mitglied des Hamburgischen Verfassungsgerichts gewählt.

## Mitgliedschaften
- Hamburgischer Richterverein e.V. (Vorstandsmitglied 2014 bis 2016)

- Deutscher Juristinnenbund e.V.

- Deutsche Sektion der Internationalen Juristenkommission e.V.[2]